# 262 (عدد)
262 هو عدد صحيح طبيعي بين 261 و263

## في الرياضيات

### خصائص
- 262 عدد زوجي
- 262 عدد ناقص
- 262 عدد مضلعي (45 أضلاع-...)